# Gropeni (okręg Vâlcea)
Gropeni – wieś w Rumunii, w okręgu Vâlcea, w gminie Runcu. W 2011 roku liczyła 93 mieszkańców.